# تل عبدل أباد
تل عبدل أباد (بالفارسية: محوطه باستانی عبدل‌آباد) هو تل تاريخي يعود إلى عصر الدولة الإلخانية إلى الدولة القاجارية، ويقع في مقاطعة بردسكن، قرية عبدل أباد.